# Acanthophila
Acanthophila is een geslacht van vlinders uit de familie tastermotten (Gelechiidae). De wetenschappelijke naam van het geslacht werd in 1870 voorgesteld door Hermann von Heinemann.
De typesoort van het geslacht is Gelechia alacella Zeller, 1839

## Soorten
- ondergeslacht Acanthophila
  - Acanthophila alacella (Zeller, 1839)
  - Acanthophila beljaevi Ponomarenko, 1998
  - Acanthophila bimaculata (Liu & Qian, 1994)
  - Acanthophila kuznetzovi Ponomarenko, 1998
  - Acanthophila liui (Li & Zheng, 1996)
  - Acanthophila lucistrialella Ponomarenko & Omelko, 2003
  - Acanthophila magnimaculata Ponomarenko & Omelko, 2003
  - Acanthophila pusillella Ponomarenko & Omelko, 2003
  - Acanthophila qinlingensis (Li & Zheng, 1996)
  - Acanthophila silvania Ponomarenko & Omelko, 2003
  - Acanthophila silvestrella Ponomarenko & Omelko, 1998
- ondergeslacht Mimomeris (Povolný, 1978);[1] typesoort: Dichomeris steueri Povolný, 1978
  - Acanthophila latipennella (Rebel, 1937)
  - Acanthophila obscura (Li & Zheng, 1997)
  - Acanthophila vixidistinctella Ponomarenko & Omelko, 2003
- incertae sedis
  - Acanthophila angustiptera (Li & Zheng, 1997)
  - Acanthophila imperviella Ponomarenko & Omelko, 2003
  - Acanthophila nyingchiensis (Li & Zheng, 1996)